# S/2004 S 17
S/2004 S 13 هو قمر لكوكب زحل. أعلن هذا الاكتشاف سكوت شيبارد وديفيد جويت وجان كلينا وبرايان مارسدن. في 4 ايار 2005 من الملاحظات التي اتخذت خلال الفترة من 12 كانون الأول 2004 و 30 نيسان 2006. يبلغ قطره حوالي 4 كم، ويدور حول زحل على مسافة متوسط 19.099 ميغامتر في 985.453 يوما، على ميل من 167 ° لمسير الشمس (162 ° لزحل خط الاستواء)، في اتجاه رجعي والشذوذ المداري له 0.396

## وصلات خارجية
- S/2004 S 17 على موقع ويكي سكاي: DSS2, SDSS, GALEX, IRAS, Hydrogen α, X-Ray, Astrophoto, Sky Map, Articles and images